# Borgoratto Alessandrino
Borgoratto Alessandrino és un municipi situat al territori de la província d'Alessandria, a la regió del Piemont, (Itàlia).
Limita amb els municipis de Carentino, Castellazzo Bormida, Frascaro i Oviglio.

## Galeria

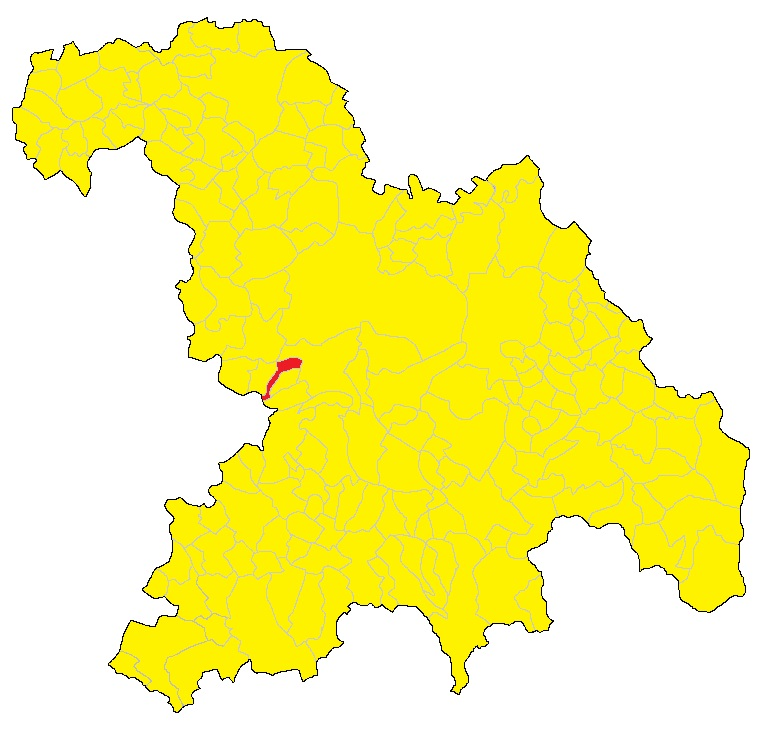
Localització del municipi de Borgoratto Alessandrino a la prov. d'Alessandria (Piemont)